# Poliosia pulverea
Poliosia pulverea là một loài bướm đêm thuộc phân họ Arctiinae, họ Erebidae.